# Lorenzo de Rugama
Lorenzo de Rugama (Bárcena de Cicero, Cantabria, 1690 - Madrid, 1746) fue un militar español que construyó el Palacio y Capilla de Rugama en Bárcena de Cicero.

## Biografía
Lorenzo de Rugama nació en 1690 en el municipio cántabro de Bárcena de Cicero; maestre de los bajeles Nuestra Señora de los Dolores y San Francisco Javier. Sobre 1731 residía en Manila, donde alcanzó el grado de sargento mayor de caballería y diputado en las cortes; también fue sargento mayor de Azoques de la Armada de la Carrera de Indias.
Sobre 1740 mandó construir el Palacio de Rugama en Bárcena de Cicero, la obra se llevó a cabo entre 1744 y 1746 por Pedro Gómez Isla y Juan de la Oceja.
Falleció en Madrid en 1746; al morir sin descendencia, el mayorazgo que fundó pasó a Miguel de Garnica, marido de su sobrina Josefina. Estuvo casado con Vicenta Morales.